# Медянки (Тверская область)
Медянки — деревня в Весьегонском муниципальном округе Тверской области.

## География
Деревня находится в северо-восточной части Тверской области на расстоянии приблизительно 27 км на юг по прямой от районного центра города Весьегонск.

## История
Была известна с 1646 года как вотчинная деревня Симонова монастыря. Дворов 29 (1859 год), 33 (1889), 43 (1931), 35 (1963), 15 (1993), 13 (2008),. До 2017 года входила в состав Пронинского сельского поселения, с 2017 по 2019 год входила в состав Ивановского сельского поселения до упразднения последнего.

## Население
Численность населения: 194 человека (1859 год), 173 (1889), 183 (1931), 86 (1963), 28 (1993), 16 (русские 100 %) в 2002 году, 10 в 2010.